# 鄭安秝
鄭安秝（1995年8月13日—），中國國民黨籍政治人物，出生於高雄鳳山，現任高雄市議會第九選區（鳳山區）議員，也是最年輕的議員。母親為高雄市議會前議員陳粹鑾。

## 相關事件
母親高雄市議員陳粹鑾利用家人涉貪
2013年2月間，鄭的母親高雄市議員陳粹鑾利用考察名義帶家人外出旅遊後，後向高雄市議會請領國內經建考察經費3萬元，2018年被判刑3年8月、褫奪公權3年定讞，同年8月入監服刑後由女兒鄭安秝接棒參選高雄市議員當選。但陳粹鑾卻在服刑期間，涉嫌與兒子鄭嘉宏和服務處主任王美珠共謀，從獄中直接遙控不知情女兒鄭安秝製作不實助理名冊，再向議會申報助理費飽入私囊共涉貪449萬餘元，2019年高雄地檢署偵結後，將她和王姓助理以及鄭姓小兒子依貪污、詐欺、偽造文書等罪起訴，而高雄市議員鄭安秝依罪證不足處分不起訴；2023年8月高雄地方法院一審重判陳粹鑾10年5個月徒刑並褫奪公權8年、王姓服務處主任依貪汙罪判2年6月、兒子鄭嘉宏依詐欺罪判1年4月，台灣高等法院高雄分院二審駁回陳粹鑾上訴、維持原判決。